# براندون بيترسون
براندون بيترسون (بالإنجليزية: Brandon Peterson) هو رسام بالرصاص أمريكي، ولد في 14 أكتوبر 1969 في ويسكونسن في الولايات المتحدة.

## وصلات خارجية
- الموقع الرسمي